# Auguste de Moltzheim
Auguste de Moltzheim, né le 4 juin 1822 à Saumur et mort le 15 octobre 1881, est un officier, dessinateur et illustrateur français, spécialisé dans l’uniformologie.

## Biographie
« Artiste talentueux et précis, (il) réalisa de nombreuses séries de dessins aquarellés et de planches sur les uniformes des Armées de la Restauration et du Second Empire; ce goût lui vint très probablement de ses observations professionnelles, puisqu'il avait embrassé la carrière militaire »

## Œuvre
Charles de Moltzheim est connu pour son ouvrage L'armée française sous la Restauration, 1814-1830. « Après la disparition d'Auguste de Moltzheim le peintre Gramond compléta l'ouvrage en réalisant les 12 aquarelles de l'Artillerie à cheval qui manquaient, pour lesquelles il utilisa les travaux de recherche de Moltzheim. En mars 1928, le peintre Pierre Benigni poursuivit l'exécution de quelques aquarelles pour compléter les séries des troupes à cheval ».

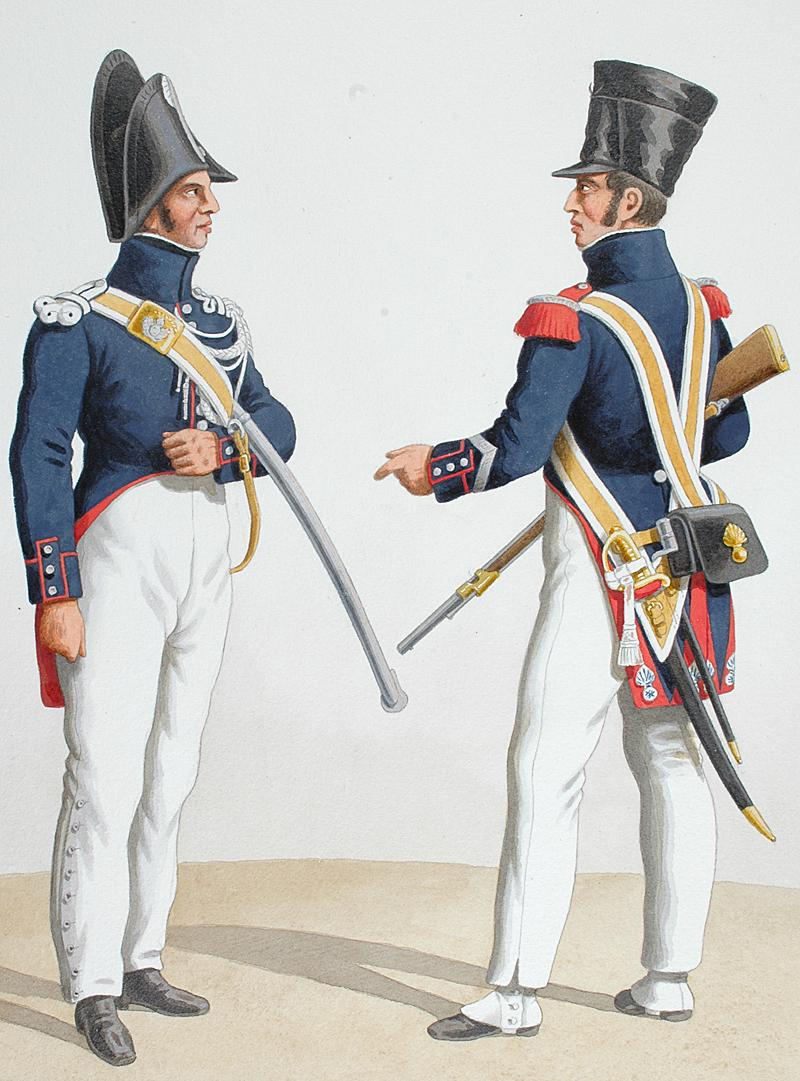
Gendarmerie royale de Corse en 1819
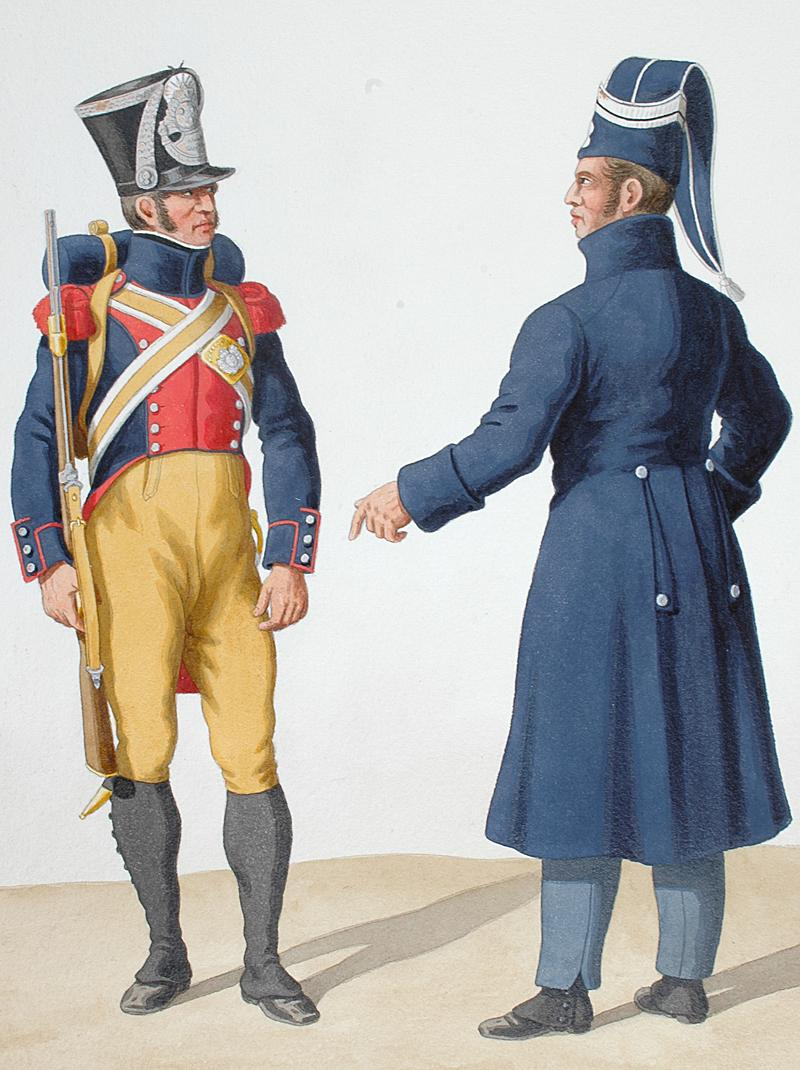
Gendarmerie royale de Corse en 1819
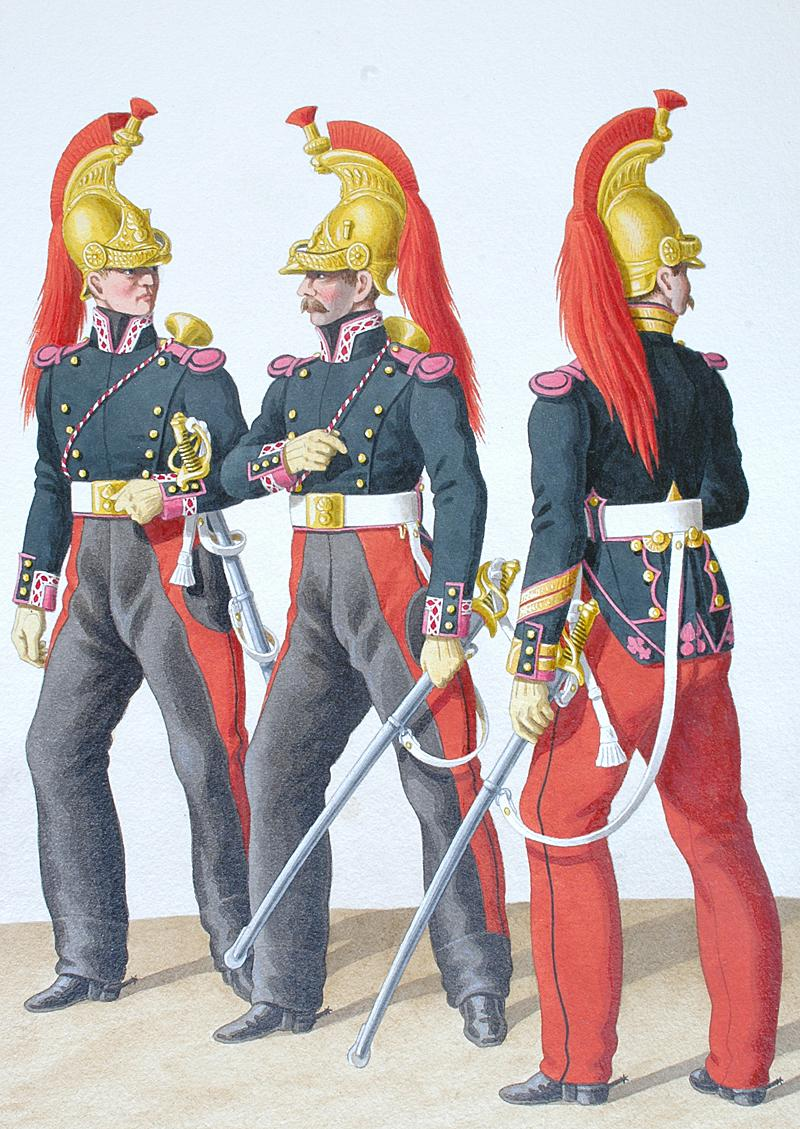
4e régiment de Dragons
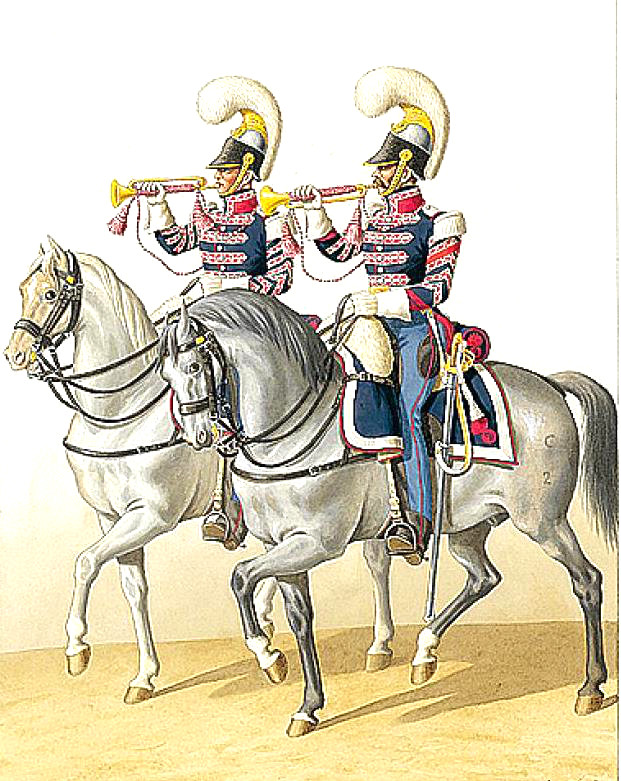
Trompettes de cuirassiers en 1824